# Blaumilchkanaal
Blaumilchkanaal is een hoorspel naar het verhaal Te'alat Blaumilch (1961) van Ephraim Kishon. Onder de titel Der Blaumilchkanal zond de Süddeutscher Rundfunk het uit op 22 april 1962. Het werd vertaald door Karel Ruyssinck en de TROS zond het uit op woensdag 29 oktober 1975, van 23:00 uur tot 23:38 uur. De regisseur was Bert Dijkstra.

## Rolbezetting
- Hans Veerman (inleider & patiënt)
- Frans Vasen (omroeper & autobestuurder)
- Barbara Hoffman (omroepster)
- Dick Scheffer (arts)
- Coen Pronk (marconist & agent)
- Tonny Foletta (verkeersagent)
- Hans Karsenbarg (een autobestuurder)
- Donald de Marcas (districtambtenaar)
- Willy Ruys (burgemeester)
- Jan Borkus (voorbijganger)
- Corry van der Linden (voorbijgangster)
- Joke Reitsma-Hagelen (secretaresse)
- Paul Deen (hoofdcommissaris van politie)
- Jan Apon (dr. Kwibischewsky)
- Bert van der Linden (Ziegler)
- Paul van der Lek (voorzitter)
- Joop van der Donk (vertegenwoordiger van de Minister van Verkeer)

## Inhoud
Blaumilch, een ongevaarlijke geesteszieke, ontsnapt uit de inrichting, ontvreemdt een luchtdrukhamer en begint in de ochtendschemering het belangrijkste kruispunt van de hoofdstad open te scheuren. Wie is verantwoordelijk voor de verkeerschaos? De politie? De regionale dienst voor openbare werken? Het stadsbestuur? Door tegenstrijdigheden in verband met de bevoegdheden kan Blaumilch zijn werk voltooien, waarvoor niemand de opdracht heeft gegeven. De autoriteiten maken van de nood een deugd, maken van het in de gracht stromende water een toeristische attractie en bestempelen de stad Tel Aviv als "Venetië van het Nabije Oosten". En terwijl burgemeester en raadsleden het werk als hun verdienste roemen, begint Blaumilch aan het volgende kruispunt opnieuw met zijn werk...